# Консианс, Хендрик
Хендрик Консиа́нс (нидерл. Henri (Hendrik) Conscience; 3 декабря 1812, Антверпен — 10 сентября 1883, Элсене) — фламандский бельгийский писатель, прозванный «Человеком, научившим свой народ читать». Его самой известной книгой является «Лев Фландрии».

## Биография

### Молодость
Будущий писатель родился в семье француза Пьера Консианса и фламандки. Консианс-старший служил в наполеоновском флоте и в 1811 году был назначен на должность в антверпенском порту (в те годы Нижние земли входили в состав Франции), а после поражения Бонапарта решил не возвращаться в родной Безансон. У Хендрика было слабое здоровье, и поэтому в течение семи лет он вынужден был соблюдать постельный режим. Мать скрашивала для сына это время историями об Антверпене, благодаря чему он сам вскоре стал прекрасным рассказчиком. Благодаря отцу, он также быстро научился писать на фламандском языке. Кроме того, он также отлично говорил на английском и французском языках. В итоге любивший знания Хендрик решил стать учителем.

### Бельгийская революция
С началом бельгийской революции (1830) Консианс примкнул к повстанцам и вступил в армию на двухлетний срок, а в следующем году переподписал контракт — уже на пять лет.
Вернувшись в 1836 году в родной Антверпен, он поступил в Риторический кружок «Оливковая ветвь» с намерением стать писателем. В начале своей литературной карьеры, он не был очень успешным. У него не было доходов, поэтому он начал работать в провинциальном руководстве, но был уволен потому, что выступал за права фламандцев и за равноправие нидерландского языка в рамках бельгийского государства, где доминировала французская культура и французский язык.

### Работа в Антверпене
Благодаря успеху книги «Лев Фландрии», в 1841 году Консианс стал секретарем муниципалитета Антверпена. В 1842 году он женился на Марии Пейнен. Они переехали из города в сельскую местность Зурсель, где он написал книги «De loteling» (Призывник) и «De arme edelman» (Бедный дворянин).
В 1854 году он был уволен муниципалитетом Антверпена. После этого его антверпенские друзья и поклонники организовали различные вечеринки в честь Консианса. На этих вечеринках он мог показать своё ораторское искусство. В 1857 году писатель переехал в Кортрейк, где он стал комиссаром округа, а в 1868 году он стал консьержем музея Антуана Вирца в Элсене.

### Смерть
13 августа 1883 года в Антверпене был открыт памятник Консиансу, но из-за болезни самого писателя там не было. Он умер 10 сентября 1883 года.
Его похоронили на кладбище Kielkerkhof в Антверпене. Позже (год неизвестен) его останки были перенесены на кладбище Схонселхоф, где до сих пор и находятся.
Изображен на бельгийской почтовой марке 1983 года.

## Творчество Консианса
Хендрик Консианс начал писать стихотворения на французском языке. В 1837 году он опубликовал «In 't Wonderjaer 1566» и «Phantasy», но эти произведения не пользовались успехом. Благодаря субсидии короля Бельгии (в 1830 Бельгия стала королевством), он начал писать свой самый известный роман «Лев Фландрии». Скорее всего, его вдохновила картина «De Groeningeslag», которую написала Nicaise De Keyser.

### «Лев Фландрии»
В историческом романе 1838 года «Лев Фландрии» (нидерл. De Leeuw van Vlaenderen или Slag der Gulden Sporen) Консианс пишет о битве при Куртре (или Битве золотых шпор), которая произошла в 1302 году. Двухтомный роман Консианса описывает борьбу фламандцев против французов в конце XIII — начале XIV в. Герои романа — вожди освободительного движения: граф, получивший прозвище «Лев Фландрии» за свои ратные подвиги, и старейшина корпорации ткачей. Консианс не жалеет ярких красок и восторженных определений, рассказывая о героизме патриотов. Он также пишет о любви дочери графа, Махтельд и рыцаря Адольфа Ван Ниуланда.
Этот роман пользовался большим успехом, хотя содержание не полностью совпадает с реальными историческими событиями. Позже, под влиянием обвинений в искажении истории, он написал по заказу властей книгу об этих событиях, придерживающуюся исторических фактов. Благодаря успеху романа «Лев Фландрии», Консиансу дали прозвище «человек, научивший свой народ читать». Кроме того, эта книга укрепила фламандское самосознание в XIX веке и внесла вклад в создание в XX веке «фламандского возрождения», то есть движения за возрождение фламандской культуры.
Это произведение вдохновило многих писателей: Боб де Мор написал комикс о Льве Фландрии, а Хюго Клаус экранизировал книгу.

### После успеха «Льва Фландрии»
В 1843 году вышла его книга «Hoe men schilder wordt»(Как стать художником?). Эта книга послужила началом нового этапа.
Вместе с несколькими друзьями он в 1844 основал профламандский журнал «Фламандская Бельгия», который просуществовал всего 6 месяцев.

## Экранизации
- Призывник (1974)